# HMS Polyphemus (1782)
El HMS Polyphemus fue un navío de línea británico de 2 puentes y 64 cañones nominales, de la clase Intrepide construido en los astilleros de la Royal Navy en Sheerness entre 1776 y 1782. De acuerdo con los estándares británicos, el buque quedó categorizado cono navío de tercera clase. El buque fue diseñado por John Williams, siendo la construcción dirigida por Sir Henry Peake.

## Primeros años
En el aniversario de su segundo año de construcciones en el astillero de la Royal Navy en Sheerness, el futuro HMS Polyphemus fue visitado por el entonces monarca Jorge III, quien quiso revisar el estado de la flota británica. Finalmente, el 27 de abril de 1782 fue botado y asignado al capitán William C. Finch, que se encargó de su traslado a Gibraltar, donde estaría destinado.
Participó en el curso de la Guerra de Independencia de los Estados Unidos, donde tomó partida, el 20 de octubre de 1782, en la batalla del Cabo Espartel contra la flota franco-española dirigida por el almirante Luis de Córdova y Córdova y cuyo resultado fue dudoso, pese a la retirada final de la flota británica.
A finales de 1782, el almirante Sir Richard Hughes tomó un escuadrón que incluía al HMS Polyphemus, entonces al mando del capitán Thomas Sotheby, con base en las Indias Occidentales. En su camino, los británicos se encontraron con un convoy francés frente a las costas de Martinica. En la acción del 6 de diciembre de 1782, que apenas duró 40 minutos, los británicos consiguieron liquidar al enemigo francés al tiempo que se capturó el barco francés de 64 cañones Solitaire, dirigido por Jean-Charles de Borda.
Al final de la guerra en 1783, su tripulación fue licenciada y regresó a puerto, donde quedó apartada para reparaciones entre diciembre de 1783 y diciembre de 1784.

## Guerras revolucionarias francesas
Tras las pertinentes reparaciones, el comandante George Lumsdaine recibió el mando del HMS Polyphemus. Una de sus primeras misiones fue, junto al HMS Santa Margarita, la recaptura del buque Hibberts, el 21 de septiembre de 1795 frente a las costas irlandesas de Cobh. En la captura, apresada por marinos holandeses, la Royal Navy también consiguió para su fondo naval el barco Overijsel, de 64 cañones, que pasó a engrosar los barcos al servicio de Su Majestad con el nombre de HMS Overyessel.
Posteriormente, el HMS Polyphemus pasó a convertirse en el buque insignia del vicealmirante Robert Kingsmill, antes de someterse a nuevas reparaciones en Plymouth entre mayo y junio de 1796. En diciembre de ese año, participó en la captura, nuevamente en costas irlandesas, de la goleta francesa Deux Amis, con 80 hombres y 14 cañones, que fue requisada por la Royal Navy.
A finales de diciembre de 1796, cuando los franceses lanzaron su expedición a Irlanda, con el fin de proceder a un levantamiento republicano de la población, sólo había un par de barcos británicos anclados en el puerto de Cork, dirigidas en última instancia por Kingsmill. El HMS Polyphemus participó en la búsqueda y captura de la expedición francesa, junto a otros navíos de la Royal Navy. El resultado final fue la captura del transportador Justine el 30 de diciembre, así como del Tartu el 5 de enero de 1797, una fragata de 44 cañones y 625 hombres.
El 1 de agosto de 1800 el capitán John Lawford fue nombrado comandante del HMS Polyphemus. Navegó desde Great Yarmouth el 9 de agosto, con un escuadrón bajo el mando del vicealmirante Archibald Dickson, que viajaba en el Monarch, con destino a Dinamarca. Debido a la falta de viento, los barcos de vela más rápidos tuvieron que remolcar a los más lentos, llegando el 15 de agosto antes de llegar a la península arenosa de Skagen (Jutlandia). Al día siguiente, el escuadrón entero avanzó hasta la desembocadura del estrecho, donde los daneses habían anclado tres naves de 74 cañones. Debido a los vendavales, el almirante resguardó a su escuadrón en Elsinore Roads y luego se dirigió a Romney hasta el castillo de Sophienberg, donde se encontraba parlamentando con el gobierno danés Lord Whitworth. En un tiempo posterior, la flota regresó al Reino Unido, llegando a la misma a finales de septiembre.
En marzo de 1801, el contraalmirante Thomas Graves recogió el testimonio de Kingsmill a bordo del HMS Polyphemus, que se unió a la flota del almirante Hyde Parker, que comenzó el bombardeo de Copenhague el 2 de abril. Durante la batalla, junto al HMS Desiree, acudió en ayuda del HMS Isis, de 50 cañones, que estaba siendo cañoneado por el Provesteenen, navío danés de 56 cañones. Al final de la batalla, el número de bajas fue de 6 muertos y 25 heridos.
La división de la flota del Mar del Norte ordenó al HMS Polyphemus regresar a Yarmouth para someterse a nuevas reformas y, subsanadas, unirse posteriormente al escuadrón del almirante Dickson que bloqueaba la flota holandesa en Texel (islas Frisias).

## Guerras napoleónicas
Después de que la guerra con Francia se reanudara en 1803, el HMS Polyphemus volvió al servicio en activo bajo el mando del capitán Robert Redmill, viajando hasta Gibraltar, donde se unió al escuadrón que lideraba el almirante John Orde. Junto a los barcos de la Royal Navy Defence y Donegal, participó en la captura, el 26 de noviembre de 1804, del navío español Virgen del Rosario.
A finales de noviembre, el HMS Polyphemus capturó varios barcos españoles. El San José, que navegaba desde La Guaira hasta Cádiz con un cargamento de índigo, cacao, cochinilla y algodón. Otro fue el Santo Cristo, que también regresaba a Cádiz desde Montevideo con un cargamento de pieles y cobre. Los otros dos fueron capturados en el tránsito de la misma ruta entre la ciudad gaditana y Veracruz: Uno fue el San Eduardo, con cacao, cochinilla y algodón, y el Bon Air, con un cargamento similar.
Tres días después, el HMS Polyphemus junto al HMS Lively capturaron la fragata española Santa Gertrudis cerca del Cabo de Santa María en Portugal. Era una fragata de 40 cañones que sólo llevaba a bordo 14 marineros y navegaba desde Perú vía México hasta La Coruña cuando fue capturada. Si bien se separaron ambas naves por culpa de una tormenta, la Santa Gertrudis, ya con personal británico, llegó al puerto de Plymouth el 10 de enero de 1805 a remolque del Harriet.
Con Robert Redmill al mando del navío, el HMS Polyphemus entabló combate el 21 de octubre de 1805 en la batalla de Trafalgar, encuadrada en la flota que lideraba el almirante Cuthbert Collingwood. Se enfrentó a los navíos franceses Neptune y Achille. Después de la batalla, consiguió la captura del barco español Argonauta. Fue el barco encargado de remolcar al HMS Victory, que llevaba el cuerpo de Horatio Nelson al puerto de Gibraltar. Con 484 hombres a bordo, el balance de la batalla en el HMS Polyphemus se cobró 2 muertos y 4 heridos.
En enero de 1806, el Polyphemus, junto a la fragata Sirius, se encontraban en ruta escoltando un convoy desde Gibraltar cuando se encontraron con un escuadrón francés. Los franceses lograron capturar dos de los buques mercantes británicos y otros cuatro de la flota francesa persiguieron al Sirius durante varias horas, sin éxito, lo que llevó a que se separara del convoy.
El 3 de abril de 1806, junto a los barcos Fame y Africa regresaban de las Indias Orientales, a donde fueron como escolta de una flota comercial, e hicieron escala en la isla de Madeira. Diecisiete días más tarde, el Polyphemus capturó al barco español Estrella. Una semana más tarde consiguió otra captura, en esta ocasión del San Pablo, que navegaba desde Veracruz y llevaba un valioso cargamento.
En 1807, el Polyphemus, bajo el mando del Capitán Peter Heywood, se convirtió en el buque insignia del contraalmirante Sir George Murray, frente a las costas de Sudamérica. En marzo de ese año, el escuadrón de Murray transportó tropas desde el Cabo de Buena Esperanza a América del Sur en apoyo de un segundo intento fallido de arrebatar el área del Río de la Plata a los españoles. Un destacamento de marines del Polyphemus sirvió en la costa en la Brigada Anticipada durante el desastroso ataque a Buenos Aires. Murray evacuó al teniente Crowley del Polyphemus, que había sido herido, y a algunos de sus hombres a bordo de la fragata Nereide.
El HMS Polyphemus se mantuvo activo en el área de América para la Royal Navy durante los siguientes años, recorriendo las costas, vigilando a los convoyes británicos que iban o regresaban de las Antillas y capturando a los buques enemigos de la corona, especialmente españoles y franceses, en la zona de Cuba, Puerto Rico o Jamaica.
A finales de 1812 regresó a Chatham después de su periplo americano, dándose de baja de barcos activos de la Royal Navy. Un año más tarde fue convertido en depósito y fábrica de pólvora. Finalmente fue desguazado en 1827.